# المسرح الوطني اليوناني
يقع المسرح الوطني اليوناني في أثينا، اليونان.

## تاريخ المسرح
تأسست المسرح أصلا في عام 1880 كمسرح ملكي، وقد إفتتح من قبل الملك جورج الأول في أثينا. تم تصميم المبنى نفسه من قبل المهندس المعماري الشهير الساكسوني ولقد تم الانتهاء من البناء نهائيا في أواخر عقد 1890.